# Vormetrische Längenmaße
Vormetrische Längenmaße umfassen alle Längenmaße, die zu verschiedenen Zeiten und in den verschiedenen Ländern vor der Einführung des Meters benutzt wurden. Viele dieser Maße wurden bereits in der Antike von verschiedenen Gelehrten – unter anderem von Herodot, Heron und dem Alexandriner Didymos – beschrieben. Diesen Quellen zufolge standen viele Maße des Altertums jeweils in einem festen Zahlenverhältnis, einer sogenannten Ratio, zueinander.
Hinsichtlich vormetrischer Maßsysteme stehen sich seit langem zwei gegensätzliche Forschungsmeinungen gegenüber. Eine These lautet, dass es bereits in der Antike eine Vielzahl von Stadt-zu-Stadt-Unterschieden bei Maßen gab, ähnlich wie im Mittelalter üblich. Diese Maße seien ursprünglich unabhängig voneinander, also nicht aufeinander bezogen gewesen. Der Handel wurde demnach erst in der Folgezeit durch die Einführung von einheitlichen Maßeinheiten sowie durch die Festlegung einfacher Umrechnungsverhältnisse erleichtert. Außerdem wurden neue Maßeinheiten eingeführt. Diese Ansicht ist in der Forschungsliteratur der letzten Jahrzehnte, nicht aber in der Zahl ihrer Vertreter, unterrepräsentiert. Demgegenüber steht die Auffassung einiger Forschender aus dem Bereich der historischen Metrologie, wonach alle Längenmaße der Antike – zuerst diejenigen des fruchtbaren Halbmondes sowie des gesamten Mittelmeerraumes, des Nahen und Mittleren Ostens und später auch ganz Europas – jeweils aufeinander Bezug nehmen. Bei der Etablierung eines neuen Maßsystems wäre es naheliegend, dass sich die Verantwortlichen an bereits existierenden Maßen der Region orientiert hätten. Dieser Forschungsmeinung folgen die weiteren Ausführungen des Artikels.
Forschungen bezüglich antiker Maßsysteme werden seit der Renaissance unternommen. Heute sind die meisten Längenmaße der Antike bekannt, statistisch erfasst und ihre arithmetische Herleitung für viele erklärt. Sehr viele Längenmaße des europäischen Mittelalters scheinen entweder identisch mit den Maßen der Antike zu sein oder können als einfache Ableitungen derselben interpretiert werden. Die Überlieferungslage gibt allerdings keine Anhaltspunkte, wie diese Übereinstimmungen zustande gekommen sein könnten. Historische Traditionen sind zumeist auszuschließen, viele Gleichsetzungen bleiben daher fragwürdig. Ein Teil der antiken Maße ist durch archäologische Funde von bisher etwa tausend antiken Maßstäben, vor allem des römischen Fußes, sowie über Gebäude- und Stadienlängen heute sehr gut ermittelt.

## Einleitung
Die Metrologie ist eine der ältesten Wissenschaften. Maß und Gewicht sind seit Alters her von außerordentlich großer ökonomischer Bedeutung. Sie gehörten daher immer zu den Regalien. Der schon in der Antike internationale Handel erforderte, dass die Maße in einfachen Brüchen vergleichbar waren.
Wurde ein Gebiet erobert oder in ein Abhängigkeitsverhältnis gebracht, konnten die Maße oktroyiert werden. Andererseits konnten sich Metrologen freiwillig in eine Stadt, die durch hervorragende Standards glänzte  – im Mittelalter etwa Troyes für Gewichte –  begeben, um dort „Maß zu nehmen“.
In beiden Fällen war es nicht ausgeschlossen, dass das übernommene Grundmaß, je nach lokaler Tradition, anders geteilt oder vervielfacht wurde. Selbst innerhalb eines Herrschaftsgebietes war es üblich, verschiedene Maße zu verwenden, die aber stets ihrerseits untereinander feste, bekannte, aus hochzusammengesetzten Zahlen bestehende Verhältnisse einhielten.
So beschreibt zum Beispiel Heron von Alexandria in seiner Geometria eines der griechischen Maßsysteme: „Das Stadion hat 6 Plethren, 60 Maßruten, 400 Ellen, 600 Philetairische Fuß und 720 italische Fuß.“  Die beiden  – im Folgenden noch häufiger genannten Fußmaße –  der Philetairische Fuß, griechisch pous philetairikos, und der italische Fuß, pous italikos, unterhalten also schon laut Heron die exakte Ratio von 10:12, wobei der pous italikos jenem im Agrarmaß Joch, dem iugerum, auf Grund der höheren Teilbarkeit  – 28800 gegenüber 20000 Quadratfuß –, vorgezogen wurde.
Ein weiterer Grund für verschiedene Maße, selbst innerhalb eines Herrschaftsbereiches, war die Besteuerung. Bei Grundbesitz war es durchaus üblich, in Regionen mit Böden, die aus topographischen oder geologischen Gründen einen niederen Ertrag pro Fläche erbrachten, einen Steuernachlass pro Flächeneinheit zu gewähren. Dazu wurden die steuerlich relevanten Feldgrößen modifiziert und die lokalen Messruten angepasst, wobei aber stets darauf geachtet wurde, dass sie in einem einfachen Verhältnis zum Hauptmaß des Landes standen.
So sind seit Alters her sehr viele dieser Ratios bekannt und tradiert. Das antike Stadion zu Athen misst  – heute noch nachmessbar –  600 kyrenaische Fuß, was, wie auch in der Antike bekannt, genau 625 römischen Fuß entspricht. Letzterer steht seinerseits zum Beispiel im Verhältnis 15:16 zum Pous metrios, einem weiteren wichtigen griechischen Fußmaß.

## Die ersten sechs Fußmaße
Aus den beiden Grundmaßen  – der mesopotamischen Nippurelle und der ägyptischen Königselle –  bildeten sich folgende sechs, direkt abgeleitete Fußmaße (Angaben in Millimeter):
  
| Teilungsart:          |
| Metrologischer Name:  |
| Länge in Fingerbreit: |

| Fuß  |
| Pous |
| 16   |

| Mazedonische Elle |
| Pygme             |
| 18                |

| Kretische Elle |
| Pygon          |
| 20             |

| Klassische Elle |
| Pechys          |
| 24              |

| Ägyptische Elle |
| Neilos          |
| 28              |

| Mesopotamische Elle |
| Mesopotamos         |
| 30                  |

| Nubische Elle |
| Nibw *        |
| 32            |

*  Die alte, griechische Nomenklatur der Maße kennt keinen eigenen Namen für die Doppelelle. So wird die 32-Digit-Elle Nibw (sprich: Nibu) genannt, da in Nubien die Elle stets in 32 Fingerbreit geteilt wurde. 
Wenn der später römisch genannte Fuß sicher zu Recht als ägyptischer Nippurfuß bezeichnet werden kann, so müssen die drei anderen Namen in Anführungsstriche gesetzt werden.
Sie stehen in der obigen Tabelle respektive für: der Fuß der nubisch geteilten Nippurelle, den Fuß der nubisch geteilten Königselle und den Fuß der mesopotamisch geteilten Königselle.
Die klassische 24-Daktyloi-Elle wird auch pechys ephtymetrikos genannt. Der Neilos auch pechys neilos sowie der Mesopotamos auch pechys histonikos. Der in der Literatur der Antike auch angeführte pechys thrakikos zu 34 Fingerbreit wird von der heutigen metrologischen Forschung nicht mehr berücksichtigt. In der Tat ist er als Vielfaches innerhalb eines Systems nicht nachzuweisen. Als Ratio zwischen verschiedenen, voneinander abgeleiteten Maßen kann aber die Ratio 17: 16 tatsächlich auftreten.
Korrekt muss diese Ratio 1701: 1600 lauten. Die Zahl 1701 ist drei hoch fünf mal sieben. Die Primzahlen 17 und 13 kommen in den alten Systemen nie, die Primzahl 11 fast nie vor. Es verbleiben also zwei, drei, fünf und sieben, das heißt die sieben-glatten Zahlen.
Genau aus diesem Grund optiert man heute sogar für sieben-glatte, konventionelle Absolutwerte. Das Rechnen mit sieben-glatten Werten bedeutet allerdings weder, die antiken Metrologen hätten ihre Längenmaß auf Bruchteile von Mikrometern genau bestimmt, noch, die moderne historische Metrologie könnte heute diesen Wert mit derselben Präzision feststellen. Sieben-glatte Werte stellen nur eine praktische  – aber auch klar innerhalb des für die alten Längenmaße ermittelten Variationskoeffizienten liegende –  Rundung aller voneinander abgeleiteten Maße dar, um nicht ständig arbiträr dezimal runden zu müssen.

## Ab- oder hergeleitete Maße

### Ableitungen von der Nippurelle
Die Nippurelle wurde in Mesopotamien  – der Ursprungsregion des Sexagesimalsystems –  in 30 Fingerbreit geteilt. Sechzehn dieser Finger bilden den mesopotamischen Nippurfuß, oder auch einfach nur kurz Nippurfuß genannt. Ihm nahestehende Maße sind der attisch-olympische Fuß, der Indus-Fuß und die Salamis-Elle.
Zu Beginn des dritten Jahrtausends vor Christus übernahmen die alten Ägypter die Nippurelle, teilten diese aber in nur 28 gleiche Teile. So entstand der ägyptische Nippurfuß, dem als Wert der römische Fuß entspricht. Nahestehende oder abgeleitete Maße sind der Drusianische Fuß, der römische Cubitus und die sogenannte Garde-Elle.

### Ableitungen von der Königselle
Die ägyptische Königselle wurde von den alt-ägyptischen Geometern in 28 Teile geteilt. Der ägyptische Königsfuß ist der dazugehörige Fuß dieser Elle. Eventuell ist dieser Fuß  – als Shaku –  auch bis nach Japan gelangt.
Dem Fuß der nubisch geteilten Königselle entspricht der Pous italikos, der von den in Süditalien siedelnden Griechen verwendet wurde. Ihm nahe steht der Heraion-Fuß. ein vergleichbares Maß wurde in Latium bis in die Neuzeit als latinischer Fuß verwendet. Auch die babylonische Elle gehört in diesen Zusammenhang.
Teilt man die ägyptische Königselle direkt durch dreißig, so erhält man den wenig verwendeten Fuß der mesopotamisch geteilten Königselle. In deren Umfeld gehört der Pous Philetairikos, der seit Heron bekannte Philetarische Fuß. Er gelangte als „Tschi“  – über die Seidenstraße –  vielleicht bis nach China. Eine weit verbreitete Ableitung wird mit dem Pous Ptolemaikos, der ptolemäische Fuß, in Verbindung gebracht.

## Weitere Längenmaße der Antike
- Eine besondere Rolle spielt  – nicht zuletzt in der historischen Bauforschung –  die samische Elle und die wichtigen, von ihr abgeleiteten Maße.
 Die samische Elle steht zur Königselle 80: 81 und misst somit konventionelle 522 ⅔  mm. Noch in der ersten Hälfte des 20. Jahrhunderts postulierte der Bauforscher Armin von Gerkan einen ionischen Fuß, der zwei Drittel der samischen Elle beträgt, also in etwa 348 4/9  Millimeter. Mit einem „angeblichen ionischen Fuß“ etwa dieser Länge ist aber – nach Angaben des zeitgenössischen Bauforschers de Zwarte – „wenig anzufangen“.[3]
- Der sowohl in der Antike als auch im Mittelalter weit verbreitete dorische Fuß, seit Herodot (Werke VI, 127) auch pheidonischer Fuß genannt, ist der Pygon zur samischen Elle. Vereinzelt wird der dorische Fuß auch als „attischer Fuß“ bezeichnet, was aber im Widerspruch zur weitgehend anerkannten Nomenklatur steht.
- Als sogenannter ionischer Fuß wird in der modernen historischen Bauforschung nicht mehr der Fuß der samischen Elle als Pechys angesehen (s. o.), sondern ein Maß zu etwa 298 ⅔  Millimeter. Dieser ionische Fuß tritt auch in den Maßen der Ausgrabungen in Didyma deutlich zu Tage.
- Sehr viel Verwirrung stiftete in der historischen Metrologie das im gesamten Mittelmeerraum anzutreffende ca. 294-mm-Maß. Da dieses Maß auch in Italien weit verbreitet war, wurde der attische Fuß, insbesondere Ende des 19. Jahrhunderts von Paul Guilhiermoz, selbst mit dem römischen Fuß verwechselt. Aufgrund seiner häufigen Präsenz in Italien konnte sich auch Letronne  – ein Mittel bildend zwischen diesem Maß und dem römischen pes monetalis –  nur auf etwa 295 mm für den römischen Fuß festlegen. Andere historische Metrologen nennen diesen Fuß heute auch „neu-punischen Fuß“, weil er auch in der Gegend Karthagos nach der römischen Besiedlung Nordafrikas nachzuweisen ist. Bei Ausgrabungen, sowohl im griechischen Kleinasien, als auch auf dem griechischen Festland ist der attische Fuß zu 294 mm sehr häufig anzutreffen.
- Der kyrenaische Fuß.
- Der Pechys basilikos, wörtlich: „große Elle“; sein konventioneller Wert liegt bei 533,43 mm. Sein Fuß, der sogenannte Pous basilikos, ist 355,62 mm lang.

## Wichtige europäische Längenmaße
- Der englische Fuß wurde im Jahr 1959 auf exakt 304,8 mm festgelegt. Die verschiedenen Definitionen davor, im Vereinigten Königreich, im Commonwealth sowie in den Vereinigten Staaten waren ein wenig größer oder kleiner.
- Der französische Fuß wurde 1799 durch die Dezimalmeterdefinition zu 443,296 Pariser Linien festgelegt mit 144 Pariser Linien zu 2,25583 mm, also 324,83952 mm.[4]
- Der österreichische Fuß misst 316,1088 mm und wurde im Jahr 1871 empirisch festgestellt.
- Der bairische Fuß wurde 1869 unter König Ludwig II. amtlich auf genau 291,859206 Millimeter festgelegt.
- Der in Europa sehr weit verbreitete Rheinische Fuß wurde 1793 auch zum preußischen Fuß. Sein Maß beträgt 313,85 mm. Er wurde im Jahr 1872 aufgegeben.
- In Prag galt legal eigentlich auch der 1760 von Maria Theresia eingeführte österreichische Fuß. In der Praxis hielt Böhmen an einem Fuß fest, der mit 296,380 mm anzusetzen ist.[5]
- In Latium wurde von den Landvermessern bis 1863 ein Fuß von 297,675 mm verwendet, der von vielen historischen Metrologen der Frühen Neuzeit und bis ins 19. Jahrhundert mit dem römischen Fuß verwechselt wurde.[6]

## Die Diversifikation der Längenmaße im Mittelalter
Die Diversifikation der verschiedenen Längenmaßsysteme, vor allem im europäischen Mittelalter, bringt es mit sich, dass gerade aus dieser Zeit noch nicht alle Systeme lückenlos aufgeklärt sind. Die Hoheit über Maß- und Gewicht war zunehmend auf kleinere politische Verwaltungseinheiten übergegangen. Ein gemeinsames Maßsystem gab es z. B. im Heiligen Römischen Reich nicht oder nur teilweise, cf. Mark (Gewicht). Kleinere Fürstentümer, Städte mit Marktrecht hatten daneben oft ihre eigenen, regionalen Maßsysteme. Auch Handwerker-Vereinigungen setzten ihre lokalen Maße fest. Als Beispiele hierzu können hier die verschiedenen Schneiderellen und die von den Dombaumeistern verwendeten Maße angeführt werden.
In nicht wenigen Regionen wurden einfach die alten, aus der Antike stammenden Maße bewahrt und weiterverwendet. In anderen Gebieten kamen neue Maße auf, deren Herleitungen heute noch nicht aufgeklärt sind. In manchen Fällen sind trigonometrische Ableitungen nachgewiesen. In anderen Fällen werden Ungenauigkeiten bei der Übertragung bzw. der Bewahrung der Maße vermutet, nämlich immer dann, wenn eine Fehlervermutung das Maß in eine einfache Ratio zu einem bekannten Längenmaßen bringt, sonst aber entweder gar keine, oder nur eine äußerst komplizierte, daher höchst unwahrscheinliche Ableitung gefunden werden kann. Für die wichtigsten Längenmaße, auch des Mittelalters, ist dies aber praktisch ausnahmslos nicht der Fall.
Bekannt sind in der historischen Metrologie auch Fälle von Fehlinterpretation bzw. willentlicher Anpassung an ein Hauptsystem, wenn z. B. ein offensichtlich ganz anders hergeleitetes Tuchmaß, unter in Kaufnahme einer erheblichen Alteration des ursprünglichen Maßes, in ein einfacheres Verhältnis zum Hauptlängenmaß des Landes gebracht wurde.
Belegt sind fernerhin, insbesondere aus dem 19. Jahrhundert, Gesetze über Anpassungen der alten Maße an, entweder die geographische Meile oder auch zum dezimalen Meter selbst, mit jeweils mehr oder weniger großen Abweichungen zu den alten Maßen.